# Catedral de la Ascensión (Veliko Tarnovo)
La Catedral Patriarcal de la Santa Ascensión del Señor (en búlgaro: Патриаршеска катедрала „Свето Възнесение Господне“, Patriarsheska katedrala „Sveto Vaznesenie Gospodne“) es una antigua catedral ortodoxa en la ciudad de Veliko Tarnovo, Bulgaria. Situada en la cima de la colina fortificada de Tsarevets en la antigua capital del Segundo Imperio búlgaro, la catedral fue la sede del patriarca búlgaro desde su construcción en los siglos XI-XII hasta su destrucción en 1393.
Situada sobre una iglesia tardo romana, la catedral, reconstruida en las décadas de 1970 y 1980, sigue un plan de cúpula cruzada con un campanario y un ábside triple. Ricamente decorado tanto en el exterior como en el interior, sus paredes internas ahora cuentan con frescos modernos, cuya presencia ha significado que no ha sido reconsagrado. Aunque no está activo como lugar de culto cristiano, ha estado abierto a los visitantes desde 1985.

## Historia
La Catedral Patriarcal de la Santa Ascensión del Señor no es el primer edificio de la iglesia en ocupar la posición en la cima de la colina Tsarevets. Fue construido directamente sobre una basílica tardo romana que data del siglo v al vi d. C. La basílica romana pudo haber permanecido en uso por la congregación local durante el Primer Imperio búlgaro, aunque ya no estaba activa cuando comenzó la construcción de la iglesia actual.
Los académicos consideran que el edificio actual de la Catedral Patriarcal se construyó en dos etapas. La primera etapa de construcción se llevó a cabo a fines del siglo xi o del siglo xii. La catedral se construyó inicialmente como una iglesia monasterio en medio de un recinto de monasterio, aunque a principios del siglo xii ya era la sede del patriarca búlgaro. El complejo sufrió daños a gran escala causados por un incendio, que requirió la reconstrucción de la iglesia a mediados del siglo xiv, quizás durante el gobierno del zar Iván Alejandro de Bulgaria. Además de los esfuerzos de reparación y refuerzo, el trabajo en la iglesia en el siglo XIV también incluyó la construcción del exonártex y el campanario.
Hay varias referencias a la catedral en fuentes medievales. La primera referencia a la iglesia habla del traslado de las reliquias de san Miguel el Guerrero de la fortaleza de Potuka a la Catedral Patriarcal por orden del zar Kaloján. El alojamiento de las reliquias de un guerrero santo en la Catedral Patriarcal significa la guerra incesante contra bizantinos y latinos que dominaron el reinado de Kaloján. A finales del siglo xiv, el último patriarca de Tarnovo, san Eutimio, describió la iglesia como «la Catedral de la Santa Ascensión del gran patriarca» en sus escritos.
Otra posible referencia a la iglesia puede estar en una nota marginalia de 1358 a una copia de los Hechos de los Apóstoles. En la nota, el copista, un tal Laloe, agradece a Dios ya la "Santa y Gloriosa Ascensión" por haber terminado su trabajo en el libro. La académica Bistra Nikolova cree que esto es una alusión a la catedral patriarcal, que pudo haber patrocinado el proyecto. Alternativamente, la copia podría haberse hecho en el scriptorium de la catedral, donde pudo haber trabajado Laloe.
La iglesia también está representada en el boceto medieval de Tarnovo en el Menaion de Braşov, un libro de menaion escrito a mediados del siglo xiv y luego llevado a Kronstadt (actual Braşov, Rumania) después de la caída de Bulgaria bajo el dominio otomano.
La Catedral Patriarcal fue destruida después de que los otomanos capturaran la capital búlgara después del asedio de Tarnovo el 17 de julio de 1393. La iglesia fue completamente reconstruida en el siglo xx; Los trabajos de reconstrucción fueron realizados por un equipo dirigido por el arquitecto Boyan Kuzupov. Estos comenzaron en 1978 y se terminaron en 1981, para conmemorar el 1300 aniversario de Bulgaria. Sin embargo, no fue hasta noviembre de 1985, cuando se terminaron los murales contemporáneos, que la iglesia se abrió una vez más para los visitantes. Las ruinas de la iglesia han sido protegidas como una reliquia nacional desde 1927; en 1967 fueron proclamadas monumento arquitectónico de la cultura de importancia nacional. Como parte de la reserva arquitectónica de Tsarevets, también figura entre los 100 sitios turísticos de Bulgaria.